# Ruta Nacional 26 (Colombia)
La Ruta Nacional 26 es una ruta colombiana de tipo transversal que inicia en el municipio de Morales, departamento del Cauca y finaliza en el sitio de Guadualejo (municipio de Páez), departamento del Cauca donde cruza con los tramos 3701 y 3702 de la Ruta Nacional 37. Una ruta que permite la conexión de los municipios del este caucano con la Ruta Nacional 25 y la Ruta Nacional 37. 

## Antecedentes
La ruta fue establecida en la Resolución 3700 de 1995 teniendo como punto de inicio el municipio de Morales, departamento del Cauca y como punto final el municipio de Totoró en el departamento del Cauca, aunque la  Resolución 339 de 1999 redefinió la ruta recortando el tramo entre Totoró y Guadualejo.  

## Descripción de la ruta
La ruta posee una longitud total de 325,71 km. aproximadamente dividida de la siguiente manera:

### Ruta actual[1]
| Código   | Tipo     | Recorrido                                                           | Clasificación SINC                      | PR Inicial | PR Final | Longitud km. |
| -------- | -------- | ------------------------------------------------------------------- | --------------------------------------- | ---------- | -------- | ------------ |
| 2601     | Tramo    | Morales - Piendamó                                                  | Alternas a la Troncal de Occidente      | 0+0000     | 17+0000  | 17,00        |
| 2602     | Tramo    | Popayán (Crucero) - Guadualejo                                      | Transversal Huila - Cauca               | 0+0000     | 109+0010 | 109,01       |
| 2602A    | Tramo    | Piendamó - Totoró                                                   | Alternas a la Troncal de Occidente      | 0+0000     | 42+0000  | 42,00        |
| 26CC03   | Ramal    | Jambaló - Toribío                                                   | Circuitos Ecoturisticos Huila - Cauca   | 0+0000     | 28+0700  | 28,70        |
| 26CC03-2 | Subramal | Tierracruz - Naranjal                                               | Circuitos Ecoturisticos Huila - Cauca   | 0+0000     | 75+0000  | 75,00        |
| 26CC04   | Ramal    | Cruce Tramo 2602 - San Andrés de Pisimbalá - Tumbichucué - Calderas | Circuitos Ecoturisticos Huila - Cauca   | 0+0000     | 25+0000  | 11,00        |
| 26CC07   | Ramal    | Inzá - Pedregal - Juntas                                            | Alternas a la Transversal Huila - Cauca | 0+0000     | 43+0000  | 43,00        |

- Total kilómetros a cargo de INVIAS: 325,71 km.
- Total Kilómetros en concesión por la ANI: 0 km.
- Total Kilómetros en concesión departamental: 0 km.
- Total tramos (incluido tramos alternos): 3
- Total pasos o variantes: 0
- Total ramales: 3
- Total subramales: 1
- Porcentaje de vía en Doble Calzada: 0%
- Porcentaje de Vía sin pavimentar: 24%
  -  2602  Popayán (Crucero) - Guadualejo: 25,53 km. aprox.
  -  26CC04  Cruce Tramo 2602 - San Andrés de Pisimbalá: 4,00 km. aprox.
  -  26CC04  Tumbichucué - Calderas: 7,00 km. aprox.
  -  26CC07  Inzá - Pedregal - Juntas: 42,35 km. aprox.

### Ruta eliminada o anterior
| Código   | Tipo     | Recorrido                                 | Situación Actual                                 |
| -------- | -------- | ----------------------------------------- | ------------------------------------------------ |
| 26CCA    | Variante | Cruce Ruta 26 - Usenda - La Estrella      | - 26CCA Carretera Secundaria Departamental       |
| 26CC01   | Ramal    | Morales - La Estación                     | - 26CC01 Carretera Secundaria Departamental      |
| 26CC02   | Ramal    | Usenda - Cruce Ramal 25CC07               | - Sin Nomenclatura Carretera Terciaria Municipal |
| 26CC03   | Ramal    | Silvia - Las Delicias - Jambaló - Toribío | - 26CC03 Carretera Secundaria Departamental      |
| 26CC05   | Ramal    | Ramal a San Isidro                        | - 26CC02 Carretera Secundaria Departamental      |
| 26CC06   | Ramal    | Corrales - Carpinteros                    | - 26CC06 Carretera Secundaria Departamental      |
| 26CC03-1 | Subramal | Las Delicias - Pueblito                   | - 26CC09 Carretera Secundaria Departamental      |

## Municipios
Las ciudades y municipios por los que recorre la ruta son los siguientes:
Convenciones:
- Fondo Azul : Recorrido actual.
- Fondo Gris : Recorrido anterior.
- Negrita: Cabecera municipal.
- Texto azul: Ríos.
- Texto verde: Parques nacionales.

| Tramo | Municipio | Recorrido | Departamento |
| ----- | --------- | --- | ------------ |
| 2601  | Morales   | Morales; Mata Redonda. | Cauca        |
| 2601  | Piendamó  | Cuatro Esquina (Acceso 26CC05 a Alto de Ovejas y acceso a La Floresta); Corrales (Acceso 26CC05 a Carpinteros); Sarabanda; Piendamó (Cruce 2504 y 2602A ). | Cauca        |
| 2602A | Piendamó  | Piendamó. | Cauca        |
| 2602A | Silvia    | Alto Grande (Inicio Variante 26CCA a Usenda); El Jardín (Fin Variante 26CCA a Usenda); Silvia (Acceso 26CC03 a Jambaló). | Cauca        |
| 2602A | Totoró    | Miraflores (Cruce 26CC08 ); Agua Tibia; Las Vueltas; Río Cofre; Totoró (Cruce 2602 ). | Cauca        |
| 2602  | Popayán   | El Crucero; Río Palace. | Cauca        |
| 2602  | Totoró    | Ararat; El Porvenir; Paniquita; (Cruce 26CC08 ); La Palizada; Totoró (Cruce 2602A ); Betania; Pedregal; El Cruce (Acceso 26CC09 a Silvia), Cazadores. | Cauca        |
| 2602  | Inzá      | Río Sucio; Guanacas (Acceso a La Milagrosa); Inzá (Inicio 26CC07 hacia Alto de la Cruz, San isidro, El Rincón, Pedregal y Juntas (Cruce 3701 )); Crucero San Francisco (Acceso 26CC10 a Pedregal); Río Ullucos; El Hato; El Cruce (Inicio 26CC04 hacia San Andrés de Pisimbalá; Tumbichucué y Calderas). | Cauca        |
| 2602  | Páez      | Guadualejo (Cruce 3701 y 3702 ). | Cauca        |

## Concesiones y proyectos
Actualmente la ruta posee los siguientes proyectos y concesiones:

### Concesiones y proyectos actuales
| Código | Sector           | Tipo            | Cód. proyecto | Nombre Proyecto                                     | Concesionaria                  | Unidad Funcional | Etapa                    | PR Inicial | PR Final | Longitud km. |
| ------ | ---------------- | --------------- | ------------- | --------------------------------------------------- | ------------------------------ | ---------------- | ------------------------ | ---------- | -------- | ------------ |
| 2602   | Totoró - Córdoba | Proyecto INVIAS | VE035         | Totoró - La Plata (Transversal libertador fase III) | CONSORCIO INTERVIAL EQUIDAD 90 | NA               | Construcción, Prorrogado | NA         | NA       | 16,71        |

### Concesiones y proyectos anteriores
| Código | Sector                        | Tipo            | Cód. proyecto | Nombre Proyecto               | Concesionaria                      | Unidad Funcional | Etapa      | PR Inicial | PR Final | Longitud km. |
| ------ | ----------------------------- | --------------- | ------------- | ----------------------------- | ---------------------------------- | ---------------- | ---------- | ---------- | -------- | ------------ |
| 2602A  | La Estrella - Silvia - Totoró | Proyecto INVIAS | VE041         | La Estrella - Silvia - Totoró | CONSORCIO INFRAESTRUCTURA VIAL 036 | NA               | Finalizado | NA         | NA       | 7,00         |